# TDRS
TDRS (Tracking and Data Relay Satellite、追跡・データ中継衛星) は、NASAおよびアメリカ合衆国政府機関によって、スペースシャトルや国際宇宙ステーション (ISS)、人工衛星 (ハッブル宇宙望遠鏡、ランドサット、TRMM、EOS、NASAの多数の天体観測衛星など)との通信に使用されるデータ中継衛星のシリーズであり、またその衛星を使ったネットワークである。
スペースシャトルの退役に伴い、一時的にTDRSの通信需要は減少したが、欧州補給機(ATV)、日本の宇宙ステーション補給機(HTV)、米国の商業補給船ドラゴン、シグナスとの通信にも使われているほか、ISSの実験活動拡大に伴い通信容量拡大の要求は増加している。

## 概要

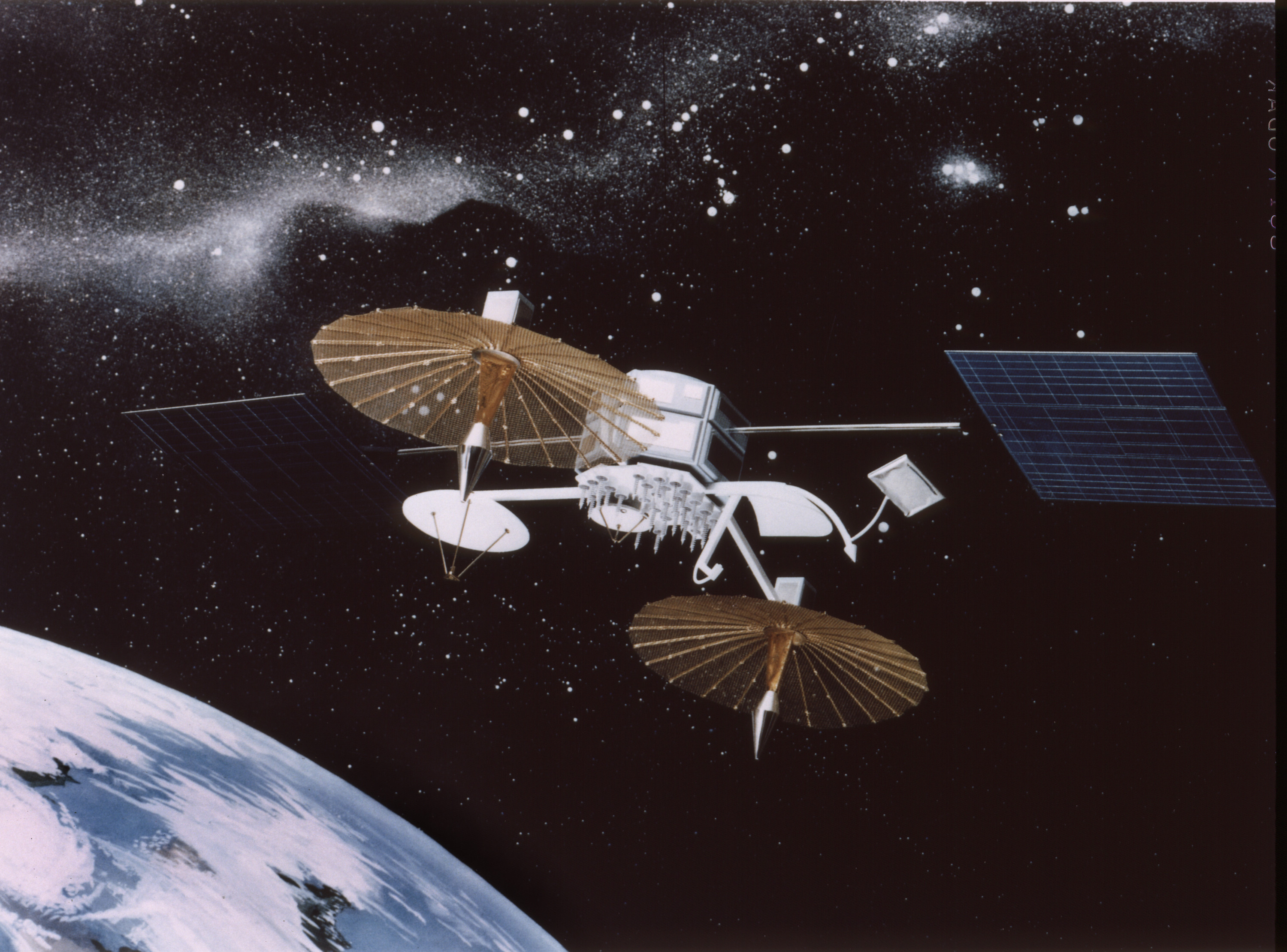
TDRS（第1世代）

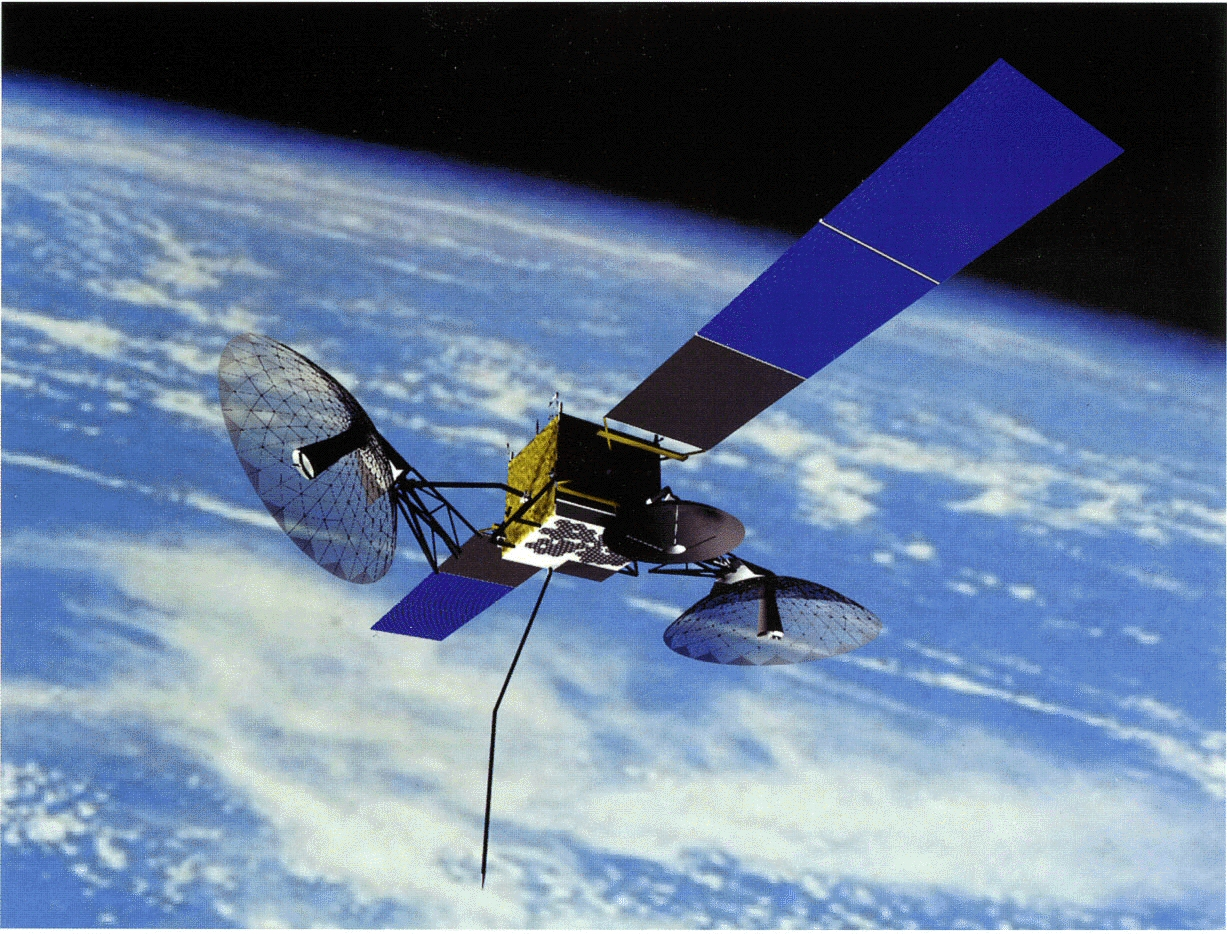
TDRS（第2世代）

システムはNASAの運用する全ての有人宇宙ミッションにおける通信をおこなう地上局による既存のネットワークを置換できるよう設計されている。その第一の目標は、宇宙機が地上と交信できる時間を増加させ、転送できるデータ量を改善することにある。第3世代のTDRSは以下のサービスを提供する。
Sバンドマルチプルアクセス(S-band Multiple Access)
機体側面に搭載されたフェーズドアレイアンテナにより、一度に５つの衛星からのデータ受信と1つの衛星への送信を行う。第2世代までの衛星よりも通信速度は上昇している。
Sバンドシングルアクセス(S-band Single Access)
2つの直径15フィートの高利得アンテナにより、ISSやハッブル宇宙望遠鏡といった人工衛星のデータ転送を行う。
Kuバンドシングルアクセス(Ku-band Single Access)
2つの高利得アンテナは、より周波数の高いKuバンドを使用して双方向の動画配信や、データサイズの大きい人工衛星のサイエンスデータを送信できる。
Kaバンドシングルアクセス(Ka-band Single Access)
同様に、2つの高利得アンテナはさらに周波数の高いKaバンドを使用して800Mbpsという高い通信速度を実現している。これにより、より大容量のデータを転送することが可能である。Kaバンドの周波数については、日本およびヨーロッパのデータ中継衛星との互換性が維持されている。
初期の7つの衛星はTRW社によって開発された。それ以降の機体はボーイング・サテライト・システムズによる。合計11機が打ち上げられており、うち8機が現在稼働中である。
初号機は1983年にスペースシャトル・チャレンジャーによる最初のミッションであるSTS-6により宇宙に運ばれた。チャレンジャー号の軌道から静止軌道に衛星を運ぶための慣性上段ロケットはボーイング社が開発したが、これが正常に働かなかったため、やむを得ず衛星に搭載されたスラスタを使用した。このため衛星の運用上の寿命が縮まると思われたが、実際には予定運用期間10年の2.5倍にあたる25年を2008年5月に迎えた。TDRS-1は、2009年10月に利用を終え、2010年6月に静止軌道から外され運用を終了した。TDRS-4は2012年5月に運用を終了した。
二号機は1986年にチャレンジャー号の10番目のミッションであるSTS-51-Lで打ち上げられたが、打ち上げ直後の爆発事故により失われた。その後の5機は別のシャトルにより正常に打ち上げられた。残りの3機はアトラスIIAにより2000年と2002年に打ち上げられた。
TDRSの地上局は、ホワイトサンズ複合施設に設置されており、アメリカ大陸の西側と東側上空の静止軌道に位置しているTDRSと通信を行っている。その他、インド洋上空のTDRSとはグアム局を通じて衛星で通信を中継している。これにより、ほぼ軌道1周回の通信をカバーできる。ただし、インド洋上空のTDRSはシャトルミッションなど、優先度の高い運用にしか準備されない。これら２つの地上局の指揮/管理はゴダード宇宙飛行センターで行われている。また、2016年までのシステム更新に伴い、メリーランド州ブロッサムポイントに新たな地上局が設置される予定である。

## 衛星の種類
- 第1世代TDRS　TRW社開発
- 第2世代TDRS　ボーイング社開発
- 第3世代TDRS　ボーイング社開発

## 打ち上げ履歴
| 機種    | 衛星名 | 打ち上げ日           | 打ち上げ機（ミッション名）    | 備考                          |
| ------- | ------ | -------------------- | ----------------------------- | ----------------------------- |
| 第1世代 | TDRS-A | 1983年4月4日         | チャレンジャー (STS-6)/IUS    | 2009年10月引退、2010年6月停波 |
| 第1世代 | TDRS-B | 1986年1月28日        | チャレンジャー (STS-51-L)/IUS | 打ち上げ失敗                  |
| 第1世代 | TDRS-C | 1988年9月29日        | ディスカバリー (STS-26)/IUS   |                               |
| 第1世代 | TDRS-D | 1989年3月13日        | ディスカバリー (STS-29)/IUS   | 2011年12月引退、2012年5月停波 |
| 第1世代 | TDRS-E | 1991年8月2日         | アトランティス (STS-43)/IUS   |                               |
| 第1世代 | TDRS-F | 1993年1月13日        | エンデバー (STS-54)/IUS       |                               |
| 第1世代 | TDRS-G | 1995年7月13日        | ディスカバリー (STS-70)/IUS   | TDRS-Bの代替                  |
| 第2世代 | TDRS-H | 2000年1月20日        | アトラスIIA                   |                               |
| 第2世代 | TDRS-I | 2002年3月8日         | アトラスIIA                   |                               |
| 第2世代 | TDRS-J | 2002年12月10日       | アトラスIIA                   |                               |
| 第3世代 | TDRS-K | 2013年1月31日        | アトラス V                    |                               |
| 第3世代 | TDRS-L | 2014年1月24日        | アトラスV                     |                               |
| 第3世代 | TDRS-M | 2017年8月3日（予定） | アトラスV                     | 2011年11月に追加調達を決定    |

## 利用コスト
TDRSは米軍や、米国以外の宇宙機関、商業企業も使用しており、ULA社のアトラスVロケットなどの追跡にも使われている。
TDRSのバンド幅いっぱい(すなわち300Mbps)を1分間使用した場合の費用は$139で、現金での取引ではなく、科学データと引き換えにする場合もある。NASAは現在、1分間当たりのコストで課金するプロセスを廃止しようとしており、使用パーセントに移行する方向。2014年からは軍事使用での経費の支払いは廃止された。これは年間約$70 million から$80 millionに相当する。